# Бондарь, Григорий Васильевич
Григо́рий Васи́льевич Бо́ндарь (укр. Григо́рій Васи́льович Бо́ндар; 22 апреля 1932 — 27 января 2014) — советский, украинский хирург-онколог; генеральный директор Донецкого областного противоопухолевого центра, заведующий кафедрой Донецкого национального медицинского университета имени М. Горького, Герой Украины (2002).
Доктор медицинских наук (1972), профессор (1974), академик АМНУ (2002, член-корреспондент с 1994).

## Биография
Родился 22 апреля 1932 года в селе Искра Великоновосёлковского района Донецкой области. Украинец.
Окончил Донецкий государственный медицинский институт, врачебный факультет (1951−1957); кандидатская диссертация (1966); докторская диссертация (1972).
С 1959 года — заведующий хирургическим отделением, Донецкая областная клиническая больница им. Калинина. С 1962 года — ассистент кафедры общей хирургии; с 1967 — доцент кафедры хирургических болезней стоматологического факультета. В 1975 году создал кафедру онкологии на базе Донецкого национального медицинского университета, ставшую впоследствии основой Донецкого областного противоопухолевого центра.
Генеральный директор Донецкого областного противоопухолевого центра. Член Комитета по Государственным премиям Украины в области науки и техники (с 2006). Депутат Донецкого городского совета (с 2006).
Под руководством академика Бондаря защищены 14 докторских и 40 кандидатских диссертаций. Сам Григорий Васильевич является автором более 800 научных печатных работ, 15 монографий, 14 учебных пособий, более 250 запатентованных изобретений. Для широкого круга читателей им написаны книги «Вопросы и ответы», «Победим рак вместе».

### Семья
- Жена — Алла Васильевна (род. 1934).
- Дети — сын Владимир (род. 1955) и дочь Наталья (род. 1965).

## Награды и отличия
- Герой Украины (с вручением ордена Державы, 22 апреля 2002 — за выдающиеся личные заслуги перед Украинским государством в развитии медицинской науки, разработку и внедрение новейших методов лечения онкологических заболеваний).
- Орден князя Ярослава Мудрого V ст. (19 апреля 2012)[3]
- Награждён украинскими орденами «За заслуги» II (1997) и I (2007[4]) степеней.
- Почётный знак отличия Президента Украины (1993)[5].
- Знак отличия Президента Украины — юбилейная медаль «20 лет независимости Украины» (19 августа 2011 года)[6]
- Лауреат Государственной премии Украины в области науки и техники (2009).
- Заслуженный деятель науки Украинской ССР (1983)
- Орден «Знак Почёта» (1987)
- Почётная Грамота Президиума Верховного Совета УССР (1980).
- Диплом Европарламента (Брюссель, 1998).